# 新吉温泉駅
新吉温泉駅（シンギルオンチョンえき）は大韓民国京畿道安山市檀園区新吉洞にある、韓国鉄道公社（KORAIL）の駅。駅番号は454・K256。

## 歴史
当駅は、かつて水仁線の新吉駅（1937年8月5日開業、1994年9月1日廃止）があった地点に建設された。 
- 2000年7月28日 - 新吉温泉駅（신길온천역）として開業。
- 2020年9月12日 - 水仁線が漢大前駅まで4号線と同じルートを経由して水原駅まで開業。
- 2021年
  - 1月20日 - 官報にて「陵ギル駅」への改名を告示[1]。
  - 3月25日 - 駅名改称中止[2]。

### 駅名について
路線計画当時、駅名は新吉駅（신길역）だったが、ソウル特別市内にある新吉駅との重複を避けるために白紙となった。その後、周辺で温泉開発計画があったために「新吉温泉駅」と命名されたが、その後温泉開発事業は凍結され、駅名にかかわらず周辺に温泉施設がない状態となり、駅構内にはその旨の案内文が掲げられていた。
2020年になって駅名改称の論議が高まり、付近の古くからの地名にちなんだ「陵ギル駅」（ヌンギルえき、능길역）に改称されることとなった。陵ギルは、顕徳王后の旧陵墓である昭陵（安山市檀園区新内洞に所在）へ続く道（ギル/キル、길）の意である。
しかし、温泉の開発を支持する一部地元住民の反発により改称執行停止の申請が提出され、2021年3月25日に意見の一部が認可されたため、改称は中止となった。現在は駅前のバス停留所名だけが「陵ギル駅」となっており、駅名は「新吉温泉駅」である。

## 駅構造
島式ホーム2面4線を有する地上駅で、橋上駅舎を有している。線路・プラットホームは安山線と水仁・盆唐線で共有している。
出入口は1番と2番の2ヵ所ある。

### のりば
| 1 | 安山線       | 衿井・舎堂・タンゴゲ・榛接方面               |
| 1 | 水仁・盆唐線 | 漢大前・水原・竹田・水西・往十里・清凉里方面 |
| 2 | 安山線       | 烏耳島方面                                   |
| 2 | 水仁・盆唐線 | 烏耳島・蘇萊浦口・松島・仁川方面             |

## 利用状況
| 路線    | 乗車人員 | 乗車人員 | 乗車人員 | 乗車人員 | 乗車人員 | 乗車人員 | 乗車人員 | 乗車人員 | 乗車人員 | 乗車人員 | 注 釈 |
| 路線    | 2000年   | 2001年   | 2002年   | 2003年   | 2004年   | 2005年   | 2006年   | 2007年   | 2008年   | 2009年   | 注 釈 |
| ------- | -------- | -------- | -------- | -------- | -------- | -------- | -------- | -------- | -------- | -------- | ----- |
| ●安山線 | 271      | 547      | 946      | 1287     | 1170     | 1231     | 1367     | 1338     | 1409     | 1389     | [ 5 ] |

## 駅周辺
- 新吉公園
- 始興市体育公園
- 正往体育公園（朝鮮語版）
- 陵吉初等学校（朝鮮語版）
- 新吉中央教会

## 隣の駅
韓国鉄道公社
●安山線
緩行
安山駅 (453) - 新吉温泉駅 (454) - 正往駅 (455)
●水仁線
緩行
安山駅 (K255) - 新吉温泉駅 (K256) - 正往駅 (K257)